# Chopicalqui
Le Chopicalqui est un sommet andin d'une altitude de 6 354 m, situé dans la cordillère Blanche, dans la province de Yungay au Pérou.
Son nom dérive du mot quechua Chawpikallki (Chawpi pour « centre » et Kallki pour « ravin »). Il est situé à proximité du Huascarán.

## Alpinisme
Le Chopicalqui est l'un des premiers sommets de la cordillère Blanche à avoir été conquis. À l'exception de la pyramide terminale, il n'est pas considéré comme une montagne difficile et a été gravi de nombreuses fois.
- 3 août 1932 - Première ascension par une expédition du Club alpin allemand (Deutscher Alpenverein) conduite par le Dr Philip Borchers et composée de Hermann Hoerlin (de), Erwin Hein et Erwin Schneider[1]. Par la suite, les membres de cette expédition austro-allemande gravissent pour la première fois le Huascarán Sur, l'Artesonraju et le Huandoy[2],[3].
- 1969 - Première traversée, avec ascension par l'arête sud-est et descente par l'arête sud-ouest, par M. Clarbrough et G. Wayatt.

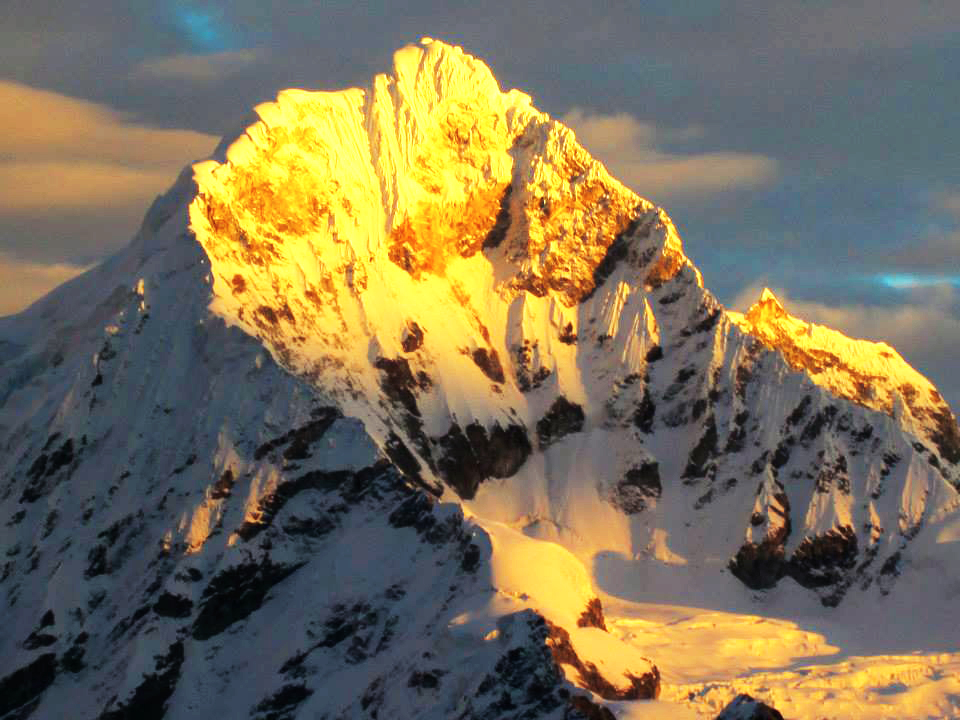
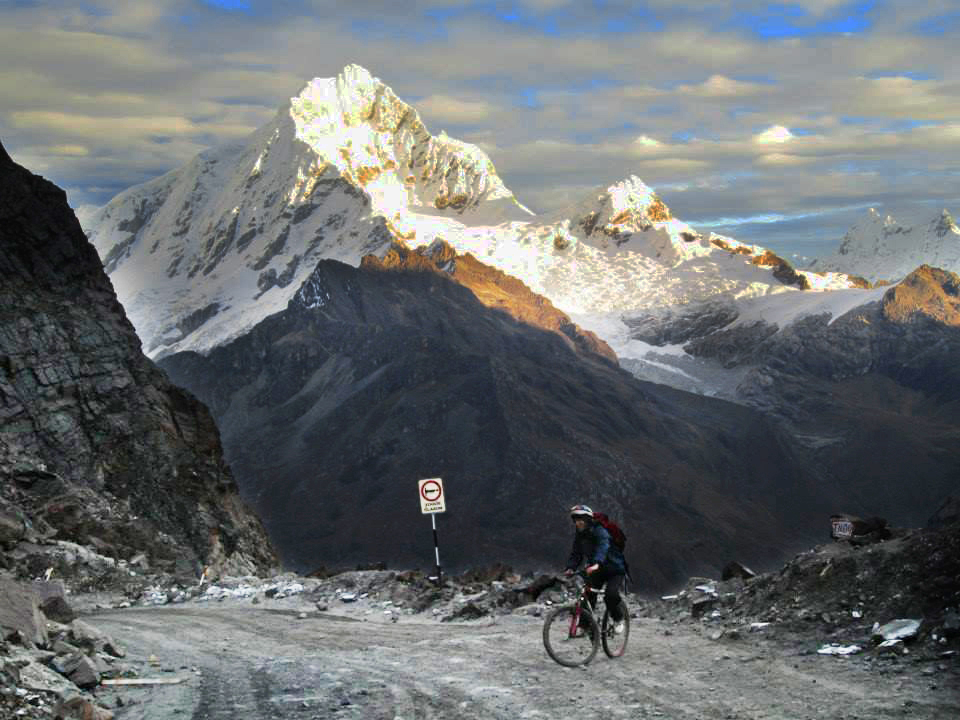